# 穆萨·卡齐姆
 维基语录上有关穆萨·卡齐姆的语录
穆萨·卡齐姆 （阿拉伯語：موسى الكاظم）（745年11月6日—799年9月1日）是伊斯兰教什叶派主流派别十二伊玛目派尊奉的第七任伊玛目，伊斯玛仪派不承认他是伊玛目，而尊奉他的哥哥伊斯玛仪为伊玛目，造成什叶派的最大一次分裂。
穆萨通常以“卡齐姆”（字面意思是“宽容”）的称号而闻名，显然是指他的耐心和温和的性格。他于公元745年出生于麦地那，父亲是什叶派第六位伊玛目贾法尔·萨迪克，后者于765年去世，没有公开指定继任者，以免他的继承人遭受阿拔斯王朝哈里发的愤怒。
随后的继承危机最终以卡齐姆的胜利而告终，一个持不同政见的团体（现称为伊斯玛仪派）脱离了主流什叶派。
萨迪克去世后，穆萨·卡齐姆留在麦地那，远离政治，致力于宗教教义。尽管如此，他还是受到阿拔斯王朝哈里发的严格限制，成年后大部分时间都在他们的监狱里度过。为了对抗这些限制，他建立了一个由当地代表组成的地下网络，组织其追随者在阿拔斯帝国各地的事务并收集他们的宗教捐款。
他最后一次被监禁是在795年左右，最终于799年在巴格达监狱中去世，可能是在阿拔斯王朝哈里发哈伦·拉希德的教唆下被毒害。卡齐姆及其孙子穆罕默德·贾瓦德的圣殿是巴格达卡齐马因十二伊玛目派穆斯林的热门朝圣地。
穆萨·卡齐姆在消除十二伊玛目派思想中的极端观点和夸大其词（ghuluww）方面发挥了关键作用。他对法律问题的回答保留在《Wasiyya fi al-aql》中，他被誉为无数祈祷者。

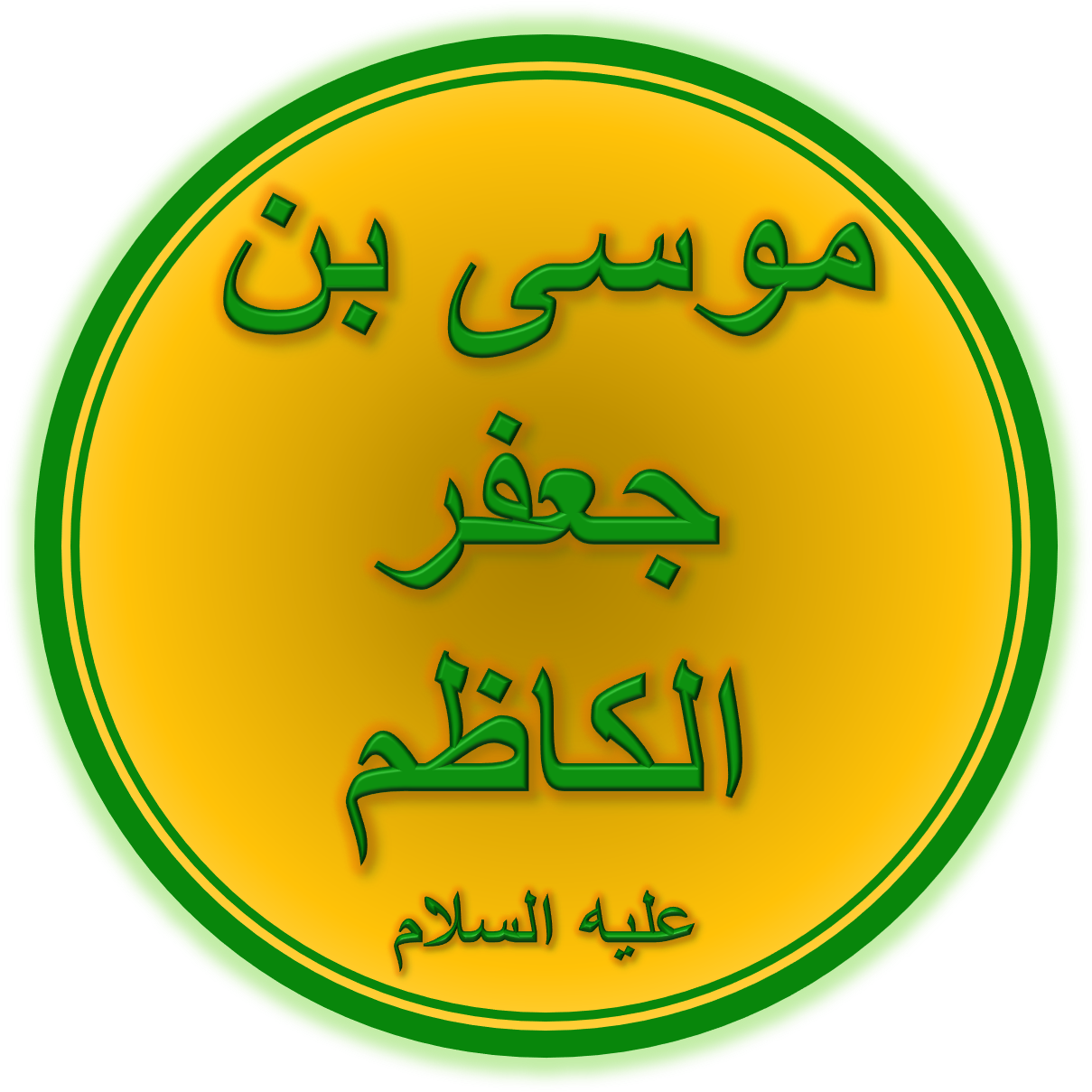
Imam Musa al-Kadhim

穆萨·卡齐姆还因其虔诚而受到逊尼派伊斯兰教的崇敬，被认为是可靠的先知言论传播者。他是苏菲派入门金链中的一环，一些苏菲圣人经常与他联系在一起。各种非预言性的奇迹都归功于卡齐姆，经常强调他的预知能力。他的儿子阿里·里达继承了他的伊玛目职位。

## 生平

#### 出生和早年生活
穆萨可能生于公元 745 年 11 月 8 日（回历 128 年 7 月 7 日）。
他要么出生在麦地那， 要么出生在附近的阿布瓦，位于麦地那和麦加之间。
其他出生日期是 745 年 9 月和 746-747 年。 他的父亲是贾法尔·萨迪克，是阿里·本·阿比·塔利卜和法蒂玛的后裔，他们分别是伊斯兰教先知穆罕默德的堂兄和女儿。
贾法尔·萨迪克被早期什叶派广泛接受为合法伊玛目，他们拒绝接受统治的倭马亚哈里发是篡位者。穆萨的母亲是柏柏尔女奴哈米达·哈顿。
她也被称为穆萨法特（字面意思是“净化者”）
这个头衔可能指的是她的宗教学识，因为据说她在麦地那的一所神学院教授女性伊斯兰教法。
阿卜杜拉·阿夫塔赫和伊斯玛仪是穆萨同父异母的哥哥 ，穆罕默德·迪巴吉是他的弟弟。
750 年，阿拔斯革命推翻了伍麦叶哈里发国，当时穆萨大约四岁。
他继续在父亲萨迪克的统治下住在麦地那，直到后者于 765 年去世。
根据什叶派的说法，贾法尔·萨迪克是在阿拔斯王朝哈里发曼苏尔 (公元 754-775 年在位) 的教唆下被毒死的。

### 萨迪克去世后

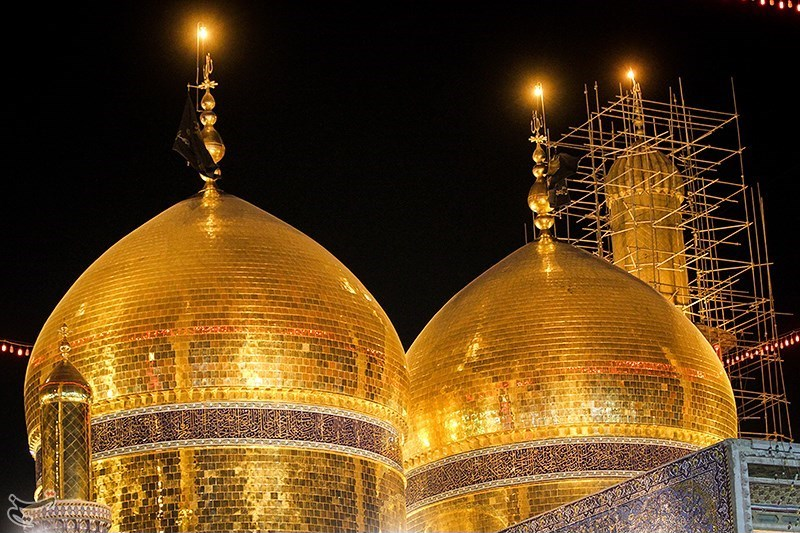

在贾法尔·萨迪克去世后，穆萨·卡齐姆留在麦地那， 他在那里远离政治，与他的大多数前任一样。 与他的父亲一样，卡齐姆转而在麦地那教授宗教科学。 随着时间的推移，他还建立了一个由代表（wukala）组成的地下网络，以收集其追随者的宗教捐款并组织他们的事务。
阿拔斯王朝声称是穆罕默德的叔叔阿拔斯的后裔，他们以穆罕默德的家族的名义团结了什叶派社区，反对倭马亚王朝。但当阿拔斯王朝的阿布·阿拔斯·萨法赫 (統治時期 750–754) 宣布自己为哈里发时，许多什叶派感到失望，因为他们反而希望有一位阿里·伊本·阿比·塔利卜领导人，即穆罕默德的后裔，也就是他的女儿和阿里·伊本·阿比·塔利卜的后裔。 阿拔斯王朝很快转而反对他们以前的盟友， 并且普遍对什叶派伊玛目怀有敌意，尤其是在阿里德篡位者Muhammad al-Nafs al-Zakiyya的762-763年叛乱失败后。 穆萨·卡齐姆与阿拔斯王朝的哈里发al-Mansur、al-Hadi、al-Mahdi和Harun al-Rashid是同时代的人。 与他的父亲经常在麦地那自由讲学不同，卡齐姆受到了哈里发的严格限制， 他成年后的大部分时间都在伊拉克的阿拔斯监狱中度过。 根据什叶派的说法，在阿拔斯王朝的严密监视下，卡齐姆甚至阻止他的追随者在公共场合向他问好。

### 在曼苏尔统治时期（754年—775年）
什叶派来源指责阿拔斯哈里发曼苏尔对贾法尔·萨迪克的死负责， 因为他没有公开指定继承人，可能是出于对阿拔斯反应的恐惧。 什叶派来源报告称，哈里发命令他的麦地那州长杀死萨迪克的继承人，但当州长发现萨迪克任命了四或五位遗嘱执行人时，这一计划被挫败。 随后，萨迪克的继承危机最终以卡齐姆的胜出而告终， 他在曼苏尔统治下度过了伊玛目职位的头十年。 然而，这场继承危机削弱了主流什叶派，这也许是曼苏尔相对不干扰卡齐姆的原因， 同时仍然对他进行监视。 对卡齐姆的这种初步温和对待在未来的哈里发中并未持续。

#### 哈迪统治时期 (775年|785年)
在哈迪统治的十年期间，卡齐姆仍然在麦地那受到监视。 他至少有一次被哈里发逮捕，大约在780年，哈里发曾短暂地将他囚禁在阿拔斯王朝的首都巴格达。 穆萨被交给警察局长 al-Musayyab ibn Zuhayr al-Dabbi 监管，后者后来成为卡齐姆的追随者。 根据逊尼派历史学家 的说法，哈迪做了一个梦，梦中阿里·伊本·阿比·塔利卜斥责他监禁自己的后代，这显然迫使哈里发释放卡齐姆， 在他承诺不反抗哈里发之后。

#### 穆萨·哈迪统治时期（785|786年）
穆萨·卡齐姆并未支持786年法赫战役中阿里派宣称者侯赛因·本·阿里·阿比德发动的叛乱。据传卡齐姆甚至曾致信警告侯赛因其将死于非命。尽管如此，什叶派伊玛目仍被阿拔斯王朝哈里发哈迪指控为同谋，若非法官阿布·优素福介入劝阻，哈里发几乎要将卡齐姆处死。不久哈里发去世，卡齐姆得以幸存。据什叶派法学家赛义德·本·塔乌斯（殁于|1266年）记载，他为此创作了感恩祷文《小铠甲》。

#### 哈伦·拉希德统治时期（786|809年）
对什叶派的迫害在哈伦任内达到顶峰，据载他处死了数百名阿里后裔。哈伦还逮捕了卡齐姆并将其押往巴格达，本欲处决却因梦境异兆而释放。据逊尼派历史学家伊本·赫里康（殁于|1282年）记载，事件导火索或是：二人在麦地那拜谒穆罕默德陵墓时，哈伦为彰显与先知的亲缘关系宣称："向您致敬，真主的先知！我的堂兄！"穆萨·卡齐姆则回应："向您致敬，我亲爱的父亲！"哈伦勃然怒斥："卡齐姆啊，此等荣耀确该被夸耀！"
卡齐姆的最终入狱可能源于哈伦维齐尔叶海亚·本·哈立德的阴谋。据载这位宰相因贾法尔·本·穆罕默德（受命辅佐哈里发之子艾敏）日益增长的影响力而恐慌，遂向哈里发密告贾法尔的什叶派倾向，并收买卡齐姆亲属作伪证指控伊玛目秘密征收什叶派宗教税。另一说认为入狱缘于卡齐姆弟子——神学家希沙姆·本·哈卡姆的学说，其主张卡齐姆对哈里发位的继承权，实质否定阿拔斯王朝合法性。无论如何，哈伦最终于793年或795年逮捕卡齐姆，将其押往伊拉克巴士拉，由总督伊萨·本·贾法尔·曼苏尔监禁一年。哈里发虽下达处决令，但伊萨因敬重卡齐姆的虔诚而未执行，转而安排其在巴格达先后由法德勒·本·拉比和法德勒·本·叶海亚实施软禁。软禁期间卡齐姆仍暗中领导什叶派事务。哈伦得知其优渥待遇后，亲书手谕命法德勒处决之。据载法德勒抗命遭百鞭酷刑。穆萨·卡齐姆后被移交巴格达警长辛迪·本·沙希克，据传最终被其毒杀。

## 逝世（799年）

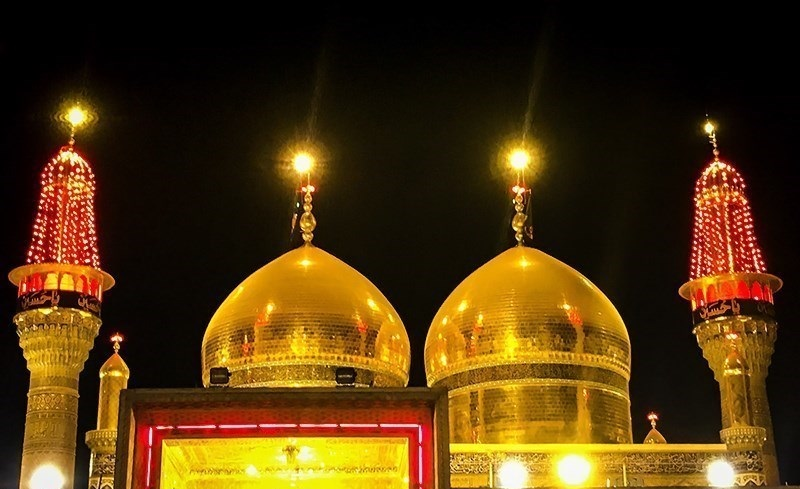

穆萨·卡齐姆于公元799年在巴格达的辛迪·本·沙哈克监狱去世，此前数年他一直在不同监狱间辗转关押。其死因可能是阿拔斯王朝哈里发哈伦下令毒杀，该命令通过叶海亚·巴尔马克传达给监狱长辛迪——当时叶海亚为替其子法德勒求情而赴拉卡觐见哈里发。据记载，法德勒此前曾违抗哈里发处死卡齐姆的命令。十二伊玛目派坚持"被害说"，该观点以著名什叶派神学家谢赫·穆菲德（1022年卒）为代表，现代学者麦克雨果亦持此说。而塔巴里在记载中未提及具体死因，暗示其自然死亡，此说被多数逊尼派学者采纳。关于具体死亡日期，存在公元799年8月13日、31日及9月1日（伊斯兰历183年拉贾布月6日、24日与25日）三种记载，十二伊玛目派每年在拉贾布月25日举行纪念活动。

### 圣陵
哈伦曾召集公众人物验尸以证明卡齐姆系自然死亡，并将遗体公开陈列于巴格达，可能是为平息"其未死并将以马赫迪（伊斯兰救世主）身份归来"的传言。卡齐姆最初葬于巴格达西北的古莱什公墓，该地现属卡齐米耶城——城市得名于他与孙辈穆罕默德·贾瓦德（葬于其侧）的合称。此处最初是什叶派朝圣的危险禁地，后发展为重要宗教中心。现存圣陵建筑群可追溯至波斯萨法维王朝十二伊玛目派君主伊斯玛仪一世时期，但布韦希王朝时已存在初代陵墓。据逊尼派学者沙斐仪（820年卒）记载，该圣陵以"祈祷应验之地"（需求之门）著称。多位中世纪什叶派学者亦安葬于此，包括博学家纳西尔丁·图西（1274年卒）。

## 伊玛目制度

### 指定继承
765年萨迪格去世后，他的追随者群体发生分裂——由于未公开指定继承人以避免阿巴斯王朝的迫害。其多数追随者（即后来十二伊玛目派的前身）最终接受了其子穆萨·卡兹姆的伊玛目地位，该决定还得到萨迪格著名弟子希沙姆·本·哈卡姆和穆民·塔克的支持。
然而许多人预期继承者应是其年长庶兄伊斯玛仪·本·贾法尔（先于父亲去世）。这批人成为伊斯玛仪派的前身：部分人等待伊斯玛仪作为马赫迪归来，另一派则接受其子穆罕默德·本·伊斯玛仪的伊玛目地位。当后者去世后，部分人期待其以马赫迪身份再现，另一些则追随宣称是其后裔的伊玛目世系。
尽管伊斯玛仪派早期积极反抗阿巴斯王朝，其政治影响力直到后期才显现：十世纪之交在埃及建立法蒂玛王朝，九世纪末在巴林崛起卡尔马特派。他们与主流什叶派关系紧张，有证据显示其涉嫌参与逮捕卡兹姆及杀害其追随者。
伊斯玛仪派坚信伊斯玛仪是被指定的继承人，早期什叶派文献也普遍支持此观点。该派认为伊斯玛仪在萨迪格生前去世不会废除其神圣指定，否则违背其真主全知信仰。而早期十二伊玛目派用"巴达"（类似《古兰经》中的《经注学|naskh》废止概念）解释这种神圣意志的变更。后期十二伊玛目派学者如穆菲德则完全否认伊斯玛仪被指定的说法。
历史证据显示伊斯玛仪与激进什叶派关联（这是持静默态度的萨迪格所反对的）。十二伊玛目派转而强调卡兹姆的资质适任伊玛目。
尽管现今仅存十二伊玛目派与伊斯玛仪派，萨迪格死后还出现过其他分支：  
- 部分人等待萨迪格作为马赫迪归来  
- 多数追随者最初接受其最长存活子阿卜杜拉·阿夫塔的伊玛目地位（形成法塔派）。阿卜杜拉因缺乏学术资质且数月后无子嗣去世，其追随者大多转向卡兹姆，但部分人仍视阿夫塔为第七伊玛目  
- 另有追随者投向穆萨之弟迪巴吉（815-816年发动反阿巴斯起义未遂）  
总体而言，萨迪格死后分裂的多数派系最终归附卡兹姆。

### 代理人制度
阿巴斯王朝哈里发严密监控卡兹姆的活动，迫使其建立地方代理人网络（单数wakīl）来组织什叶派事务并征收宗教税（特别是，即五分之一税）。这个覆盖阿巴斯帝国全境的地下网络很可能由卡兹姆创立，不过也有证据显示其前任萨迪格时期可能已存在类似网络。在卡兹姆任伊玛目期间，马格里布和埃及也建立了新的什叶派中心。
卡兹姆似乎允许与阿巴斯王朝合作——只要有利于什叶派事业。特别值得注意的是，他可能许可其同伴阿里·本·雅克廷担任维齐尔职位以促进社会公正，或在危机时刻保护其他什叶派信徒。根据《塔基亚原则》，卡兹姆甚至指示本·雅克廷避免使用什叶派净礼仪式以防引起怀疑。另一份什叶派记载显示，卡兹姆通过指示本·雅克廷扣留本应送达的货物，挫败了揭露他们私人关系的阴谋。但本·雅克廷最终仍在那场导致卡兹姆被捕身亡的清洗运动中被囚禁，并死于狱中。
历史学界对本·雅克廷是否真正长期担任维齐尔并产生实质影响仍存疑。其他效忠 卡兹姆的阿巴斯官员包括呼罗珊总督阿巴斯·本·贾法尔·阿什阿斯，以及埃及邮政系统官员瓦达赫。

### 继承问题
799年卡兹姆去世后，多数什叶派信徒承认其子阿里·里达为伊玛目。这些信徒成为十二伊玛目派的前身，当时被称为"卡提亚派"（意为确认卡兹姆死亡者）。
与之相对，部分卡兹姆追随者援引萨迪格传述的圣训（称第七任伊玛目即为马赫迪），坚持等待卡兹姆以马赫迪身份归来，该派别被称为"瓦基夫派"（意为"停滞者"）。多数瓦基夫派成员后期回归什叶派主流，承认里达及其后裔为卡兹姆的代理者。该派别及其信条自9世纪起逐渐消亡。
瓦基夫派包含"布沙里亚"分支（以库法极端分子穆罕默德·本·巴希尔命名），此人神化卡兹姆并自封为临时继承人，后因异端罪被哈里发处决。
瓦基夫派的形成可能存在经济因素：部分卡兹姆代理人宣称其为末代伊玛目，试图侵吞代管财物。这些叛变代理人包括：  
- 曼苏尔·本·尤努斯·古莱什  
- 阿里·本·阿比·哈姆扎·巴塔伊尼  
- 齐亚德·本·马尔万·坎迪  
- 奥斯曼·本·伊萨·阿米里·鲁阿西（后可能向里达移交财产）  
- 海扬·萨拉格  
广义上，"瓦基夫派"也指任何否认或质疑某任伊玛目死亡、拒绝承认继任者的什叶派团体。  
阿里·里达的伊玛目地位未受其兄弟挑战，尽管其中多人（如艾哈迈德·本·穆萨）曾发动反阿巴斯起义。

### 圣迹显兆
什叶派典籍记载，穆萨·卡齐姆被赋予诸多非先知性的圣迹，这常被视为其蒙受神圣恩宠的明证。据载他通晓万国语言，而这种能力在什叶派传统中并非卡齐姆所独有。一段归其名下的圣训更将此种能力列为真伊玛目的重要标志。
其超凡能力还包括与动物交流——这效法了《古兰经·蚂蚁章》中先知苏莱曼与鸟兽对话的典故。据传卡齐姆曾为一只野兽祈祷，助其伴侣缓解分娩之苦。其他圣迹记载包括：
- 婴孩时期在摇篮中开口说话
- 以手触摸使枯树重获生机
- 复活一户贫苦人家的死畜
- 向门徒显现其父贾法尔·萨迪格（已故多年）的灵魂端坐于宅门之景

### 极端派别
穆萨·卡齐姆与其父贾法尔·萨迪格成功从主流什叶派思想中根除了伊玛目神性论，后期正统什叶派文献中已无此主张的痕迹。然而当时仍有持极端观点的团体潜伏于主流什叶派之中。
这些被称为"夸大派"的极端分子坚持认为什叶派伊玛目具有神性。例如：
- 委托派主张真主已将世间事务全权委托给先知和什叶派伊玛目
- 卡齐姆的财政代理人穆法达尔·本·欧麦尔·朱菲也曾宣扬此类极端思想
（现代什叶派学者已确认穆法达尔为虔诚圣伴，归其名下的相关著作系伪作）
目前没有任何证据表明任何一位什叶派伊玛目本人曾认同这些极端主张。

### 赎罪受难
部分什叶派记载认为卡齐姆是为信徒的罪孽而牺牲。一段归其名下的圣训如此解释："真主对什叶信徒震怒，令我选择自身或他们——以真主起誓，我以灵魂庇护了他们"，这段话也可能暗示卡齐姆对自身殉难的预知。
据十二伊玛目派圣训学家穆罕默德·本·雅古布·库莱尼（卒于941年）解释，这些罪孽主要包括：
1. 对伊玛目不忠
2. 放弃"塔基亚"（宗教掩饰）原则
后者导致卡齐姆的秘密活动暴露，最终招致监禁。历史记载显示，哈伦·拉希德于795年开展了大规模逮捕什叶派地方代理人的行动，这很可能是导致卡齐姆最终被捕的直接原因。

## 后裔
伊朗设拉子的光明王之墓是穆萨·卡齐姆之子艾哈迈德的安葬地。
据部分记载，卡齐姆共有18子23女，另有文献称其后代多达33至60人。历史学家D.M.唐纳森（1976年逝世）指出，这些子女均为释奴（乌姆·瓦拉德）所生，其中包括诞下继任者阿里·里达的纳杰玛（或称图克塔姆）。里达在818年逝世前，曾短暂担任阿拔斯王朝哈里发马蒙（813-833年在位）的继承人。卡齐姆另一子阿巴斯曾任库法总督，其余三子——栽德·本·穆萨·卡齐姆、易卜拉欣·本·穆萨·卡齐姆与伊斯玛仪——曾参与815年阿布·萨拉亚反抗阿拔斯王朝的未遂起义。卡齐姆部分子女的圣陵至今仍是伊朗的朝圣地，包括库姆城的法蒂玛·宾特·穆萨圣陵、马什哈德的阿里·里达圣陵、加兹温的侯赛因圣陵及设拉子的艾哈迈德圣陵。伊朗萨法维王朝（1501-1736年）亦自称卡齐姆后裔，但此说存疑。其血脉可能占伊朗先知后裔（赛义德）总数的七成。有记载显示卡齐姆曾允许（至少一位）女性家庭成员研习宗教学，尽管遭外界反对。

## 品格
穆萨常被称为"卡齐姆"（意为"坚忍之人"），此尊号彰显其温厚克己的性情。例如记载显示他曾以德报怨感化一名诋毁者，使其最终皈依。他亦以"阿卜杜·萨利赫"（意为"神圣仆人"）之号著称，该称号源于其虔诚——据载他毕生多在祈祷与冥思中度过。在十二伊玛目谱系中，其悲悯与苦修常被比作第四伊玛目阿里·本·侯赛因·宰因·阿比丁。其阿拉伯别号"阿布·哈桑一世"用于区分同号的第八、第十伊玛目，另有一别号为"阿布·易卜拉欣"。
逊尼派历史学家伊本·赫里康（1282年逝世）在《名人之死与时代之子》中赞颂道："卡齐姆某夜进入先知清真寺，自夜幕初垂至破晓持续叩拜，其间不绝祈求：'令人敬畏的主啊！慈悲的施恩者啊！请以宽恕怜悯我这罪孽深重之人！'"。同书记载其慷慨："当有人出言不逊，他反赠其千第纳尔钱袋"，并"常将三百、四百或二百第纳尔分装钱袋在麦地那分发"。穆萨·卡齐姆的辩才亦闻名遐迩：据载逊尼派法学家阿布·哈尼法（767年逝世）曾遭少年卡齐姆问诘而默然，另有基督徒代表团与他辩论后归信伊斯兰。

## 传承影响
贾法尔·萨迪格的所有继任者（包括穆萨·卡齐姆）均被阿拔斯王朝通过监禁或监视手段排除在公共生活之外。 尽管如此，穆萨·卡齐姆仍坚持传授什叶派教义， 并在消除什叶派主流思想中的极端观点方面发挥了关键作用。 部分他在囚禁期间的书信得以保存， 其关于法律问题的解答收录于《理性遗嘱》（Wasiyya fi al-aql）中。 他教导信徒：祈祷甚至能避免注定的灾难， 现存大量归于其名下的祷文。 其名言"虔诚信士中的教法学家是伊斯兰的堡垒"在当代被重新诠释，以鼓励宗教学者积极参与社会事务。

### 跨教派尊崇
穆萨·卡齐姆在逊尼派伊斯兰教中同样备受尊崇，被逊尼学者视为可靠的圣训传述人， 包括支持阿里家族的伊玛目艾哈迈德·本·罕百里（卒于855年）。 逊尼派学者阿布·伯克尔·穆罕默德·本·阿卜杜拉·巴扎兹（卒于965年）编纂的《卡齐姆圣训集》（Musnad al-Kazim）保存了部分归其名下的圣训。

### 苏菲传统中的地位
穆萨·卡齐姆在苏菲派中具有特殊灵性地位：
苏菲圣徒沙奇克·巴尔赫（卒于809年）尊其为"真主之友"与苦修者
马鲁夫·卡尔赫（约卒于815年）与"赤脚者"比什尔（卒于841年）与其存在师承关系
据记载，卡齐姆直接启发了比什尔的灵性觉醒
作为苏菲黄金链条的关键环节，连接苏菲修行者与先知穆罕默德